# Gertrude Bohnert
Gertrude Bohnert (2 de abril de 1908 – 20 de setembro de 1948) foi uma pintora suíça. O seu trabalho fez parte do evento de pintura do concurso de arte nos Jogos Olímpicos de Verão de 1948. Ela foi a primeira esposa do artista suíço Hans Erni, e faleceu num acidente de equitação.